# Ave Maria

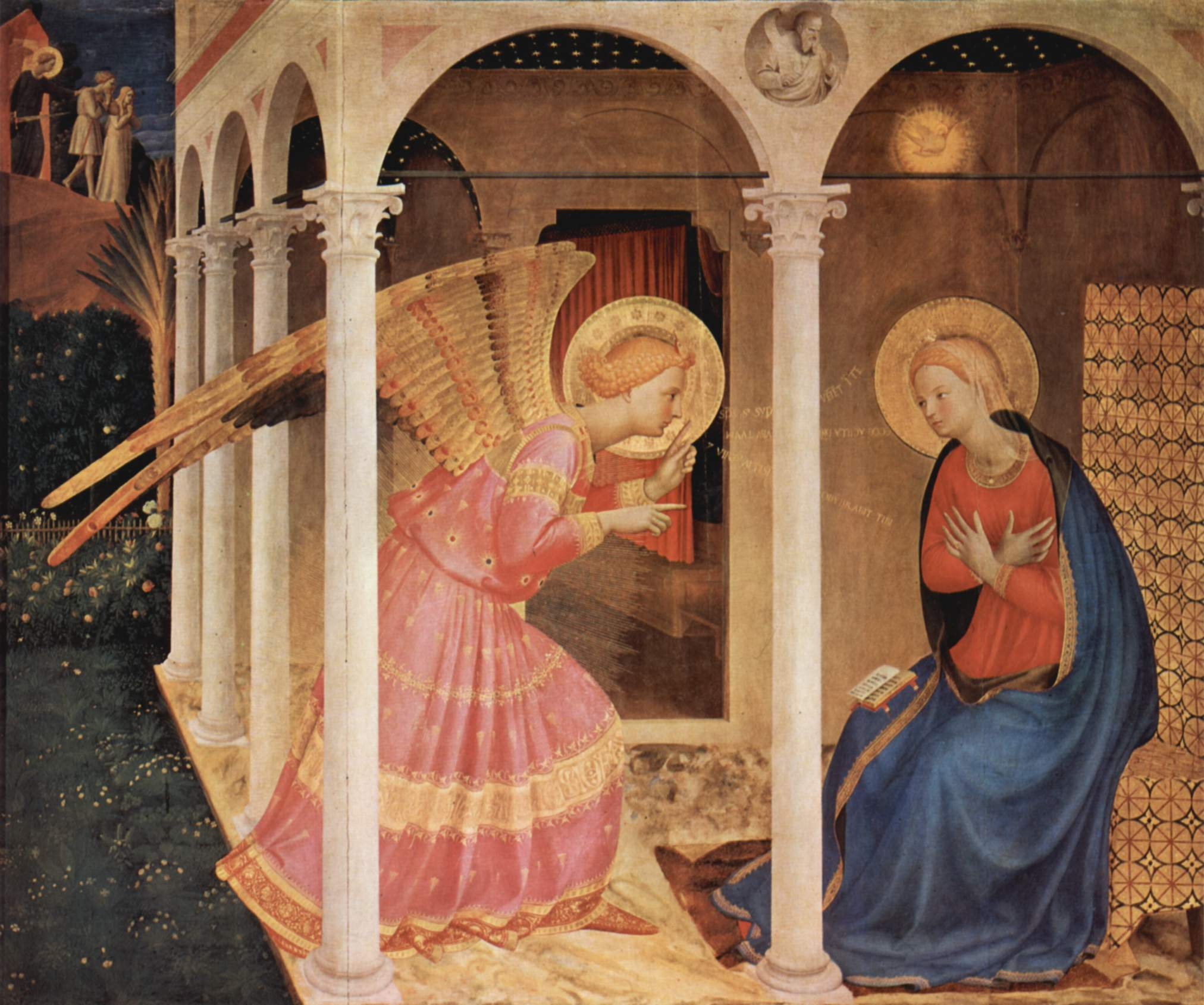
Die Verkündigung Fra Angelico, 1433–34

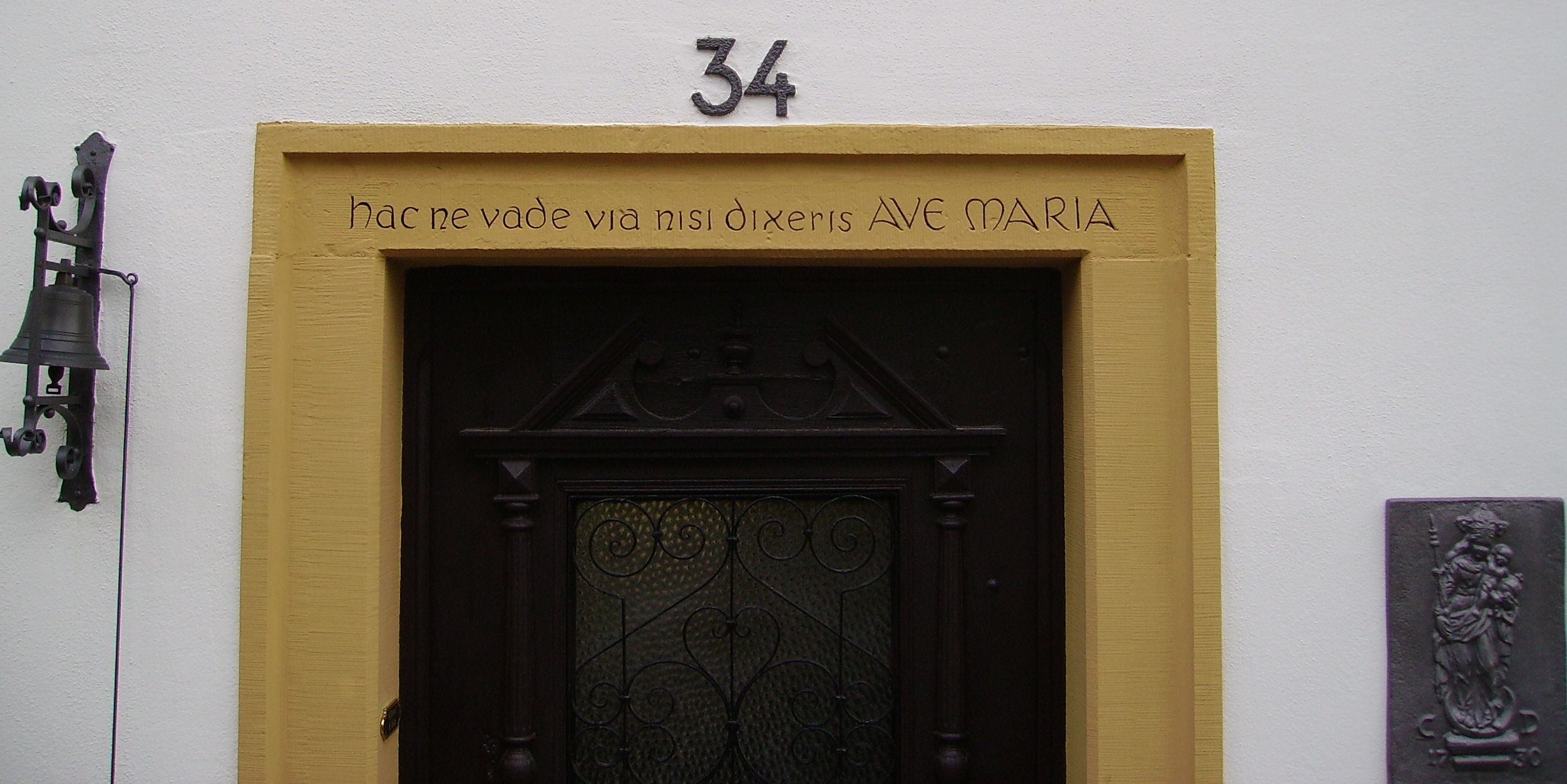
Lateinische Inschrift über dem Eingang zum Pfarrhaus von Tiefenpölz: „Tritt nicht ein, ohne ein Ave Maria zu sprechen!“

Ave Maria (Gegrüßet seist du, Maria) ist der lateinische Beginn und gleichzeitig die Bezeichnung eines Grundgebetes der römisch-katholischen, der altkatholischen und anderer Kirchen der westlich-lateinischen Tradition zur Anrufung Marias, der Mutter Jesu. Ave ist dabei ein in das Lateinische eingedrungenes semitisches Lehnwort und stammt ursprünglich wohl aus Karthago (phönizisch-punisch hawe bedeutet „lebe“).
Das Ave Maria gehört nach dem Vaterunser zu den meistgesprochenen Gebeten der Christenheit und ist auch Bestandteil des Angelus und des Rosenkranzes. Ein im Wesentlichen dem Ave Maria entsprechendes Gebet kennen auch die orthodoxen Kirchen.

## Aufbau und Entstehung
Das Gebet hat zwei Teile:
1. Der erste Teil besteht aus den biblischen Marienanreden des Erzengels Gabriel bei der Verkündigung des Herrn (Lk 1,28 EU) (englischer Gruß) und der Elisabeth beim Besuch Marias (Lk 1,42 EU). In der Ostkirche ist die Verbindung der beiden Grußworte bereits im 6. Jahrhundert nachweisbar.
Dieser Teil mit der abschließenden Nennung des Namens Jesus wurde schon seit dem 11. Jahrhundert als Antiphon im Officium parvum Beatae Mariae Virginis („kleines Stundengebet der seligen Jungfrau Maria“) und in Andachten gebetet. Am 4. Adventssonntag ist er im römischen Ritus das Offertorium der heiligen Messe und eine der Antiphonen im Stundengebet, ebenso an marianischen Gedenktagen.
2. Der zweite Teil ist die Bitte um den Beistand in der Todesstunde, die von Pius V. 1568 offiziell ergänzt wurde. Zuvor wurde sie bereits vereinzelt gesprochen, so bei Bernhardin von Siena.

Die Zisterzienser förderten das Ave Maria als Volksgebet, auch in Verbindung mit dem Vaterunser. Das an Gott, den Vater gerichtete Vaterunser erhält dadurch eine christologische Ergänzung. Im Mittelalter forderten mehrere Synoden von Taufbewerbern neben der Kenntnis des Credo und des Vaterunsers auch die Kenntnis des Ave Maria. Es wurde zum bevorzugten Wiederholungsgebet, so im Angelus-Gebet; im Marienpsalter ersetzt es in 150-facher Wiederholung die 150 Psalmen. Daraus entwickelte sich der Rosenkranz mit ebenfalls fünf mal 50 Wiederholungen des Ave Maria und wechselnden Betrachtungspunkten nach dem Wort „Jesus“. Auf eine Vision der Mystikerin Mechthild von Helfta geht der Brauch zurück, täglich drei Ave Maria zum Gedächtnis des Wirkens der allerheiligsten Dreifaltigkeit zu beten.

## Ostkirchliche Form
Das Ave Maria der Ostkirche lautet:
Griechisch:
Θεοτόκε Παρθένε, χαῖρε,

κεχαριτωμένη Μαρία, ὁ Κύριος μετὰ σοῦ.

εὐλογημένη σὺ ἐν γυναιξί,

καὶ εὐλογημένος ὁ καρπὸς τῆς κοιλίας σου,

ὅτι Σωτῆρα ἔτεκες τῶν ψυχῶν ἡμῶν.
Deutsch:
Gottesgebärerin und Jungfrau, gegrüßet seist du,

hochbegnadete Maria, der Herr ist mit dir.

Gesegnet bist du unter den Frauen,

und gesegnet ist die Frucht deines Leibes,

weil du den Retter unserer Seelen geboren hast.

## Westkirchliche Form

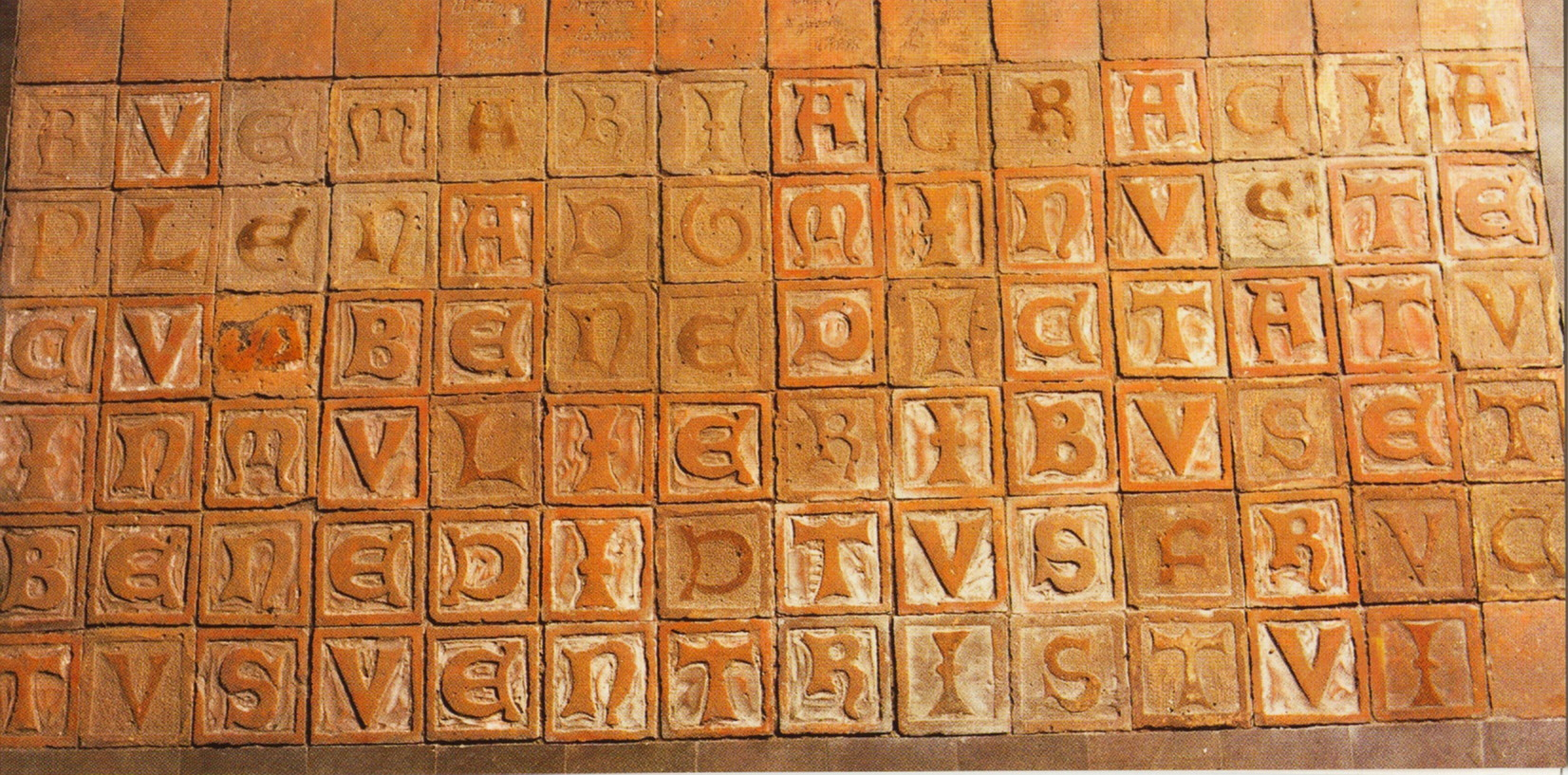
Gruß des Engels vor dem Hauptaltar von Kloster Zinna

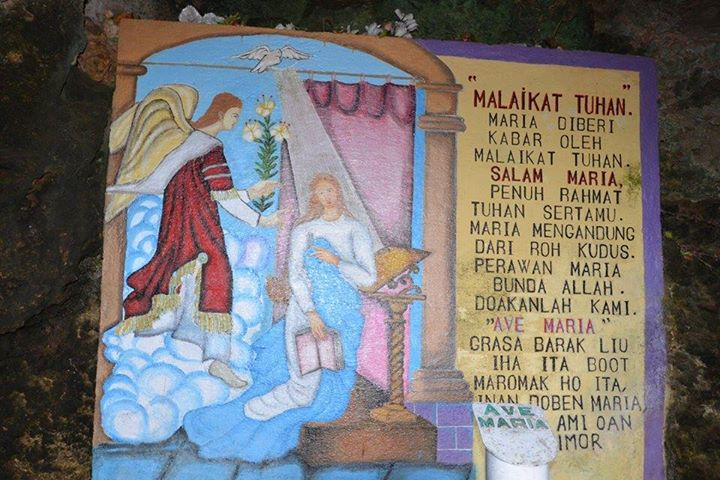
Das Ave Maria in Indonesisch und Tetum

Das Ave Maria der Westkirche, der römisch-katholischen und der anglikanischen Kirche lautet:
Latein:
Ave Maria, gratia plena,

Dominus tecum.

Benedicta tu in mulieribus,

et benedictus fructus ventris tui, Iesus.

Sancta Maria, Mater Dei,

ora pro nobis peccatoribus

nunc et in hora mortis nostrae.

Amen.
Deutsch:
Gegrüßet seist du, Maria, voll der Gnade,

der Herr ist mit dir.

Du bist gebenedeit unter den Frauen,

und gebenedeit ist die Frucht deines Leibes, Jesus.

Heilige Maria, Mutter Gottes,

bitte für uns Sünder

jetzt und in der Stunde unseres Todes.

Amen.
Darin ist das Wort gebenedeit (vom Infinitiv benedeien) die germanisierte Form des lateinischen Partizips benedictus (deutsch: gesegnet; zum Infinitiv benedicere). Im Gegensatz zu dem deutschen Wort „segnen“ kann benedicere aber nicht nur den Segenszuspruch Gottes an den Menschen bedeuten, sondern auch die anbetende Handlung des einzelnen Beters oder der Gemeinde. Auch Gott kann also „gebenedeit“ (angebetet, verherrlicht) sein. Da es kein deutsches Äquivalent zu benedicere (wörtlich: gut sprechen) gibt, das beide Bedeutungen berücksichtigt, wird oftmals statt einer Übersetzung diese germanisierte Form verwendet.
Früher hieß es in der deutschen Fassung „Du bist gebenedeit unter den Weibern“, ebenso gab es Fassungen, in denen es hieß: „bitte für uns arme Sünder jetzt und in der Stunde unseres Absterbens“.

## Vertonungen
Das Ave Maria ist von Komponisten aller Epochen vertont worden.

### Lateinischer Text

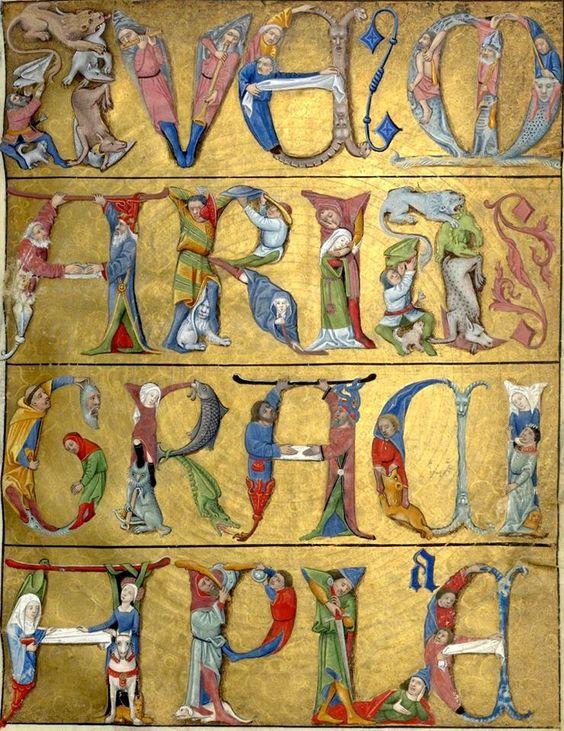
Ave Maria in Heures de Charles d’Angoulême

Eine der berühmtesten Vertonungen stammt von Charles Gounod (1852/1859), der das erste Präludium (C-Dur BWV 846) aus dem Wohltemperierten Klavier von Johann Sebastian Bach (inklusive des zusätzlichen Taktes von Schwencke) übernahm, die ersten vier Takte als Einleitung verdoppelte und darüber eine neue Melodie legte, was als „Ave Maria von Bach/Gounod“ in die Musikgeschichte einging.
In der Renaissance vertonten den Text unter anderen Nicolas Gombert (1539), Josquin Desprez (1576), Robert Parsons (um 1570) und Johannes Ockeghem, wobei oft nur der erste Teil des lateinischen Textes verwendet wurde (Parsons, Ockeghem). Das Ave Maria von Pierre-Louis Dietsch ist dessen geistliche Umdichtung einer weltlichen Chanson des Komponisten Jakob Arcadelt.
Weitere Vertonungen des lateinischen Ave-Maria-Textes gibt es von Heinrich Schütz (SWV 334), Felix Mendelssohn Bartholdy (op. 23 für 8-stimmigen Chor, Soli und Orgel), Johannes Brahms (op. 12 von 1858), Anton Bruckner (WAB 6 von 1861 für 7-stimmigen Chor), Luigi Cherubini, Georges Bizet, Marcel Dupré, Antonín Dvořák, Markus Koch, Morten Lauridsen, Michael Haller (op. 60, Nr. 25 für Männerchor), Sergei Rachmaninow (op. 37 Nr. 6), Igor Strawinsky, César Franck, Franz Liszt, Josef Gabriel Rheinberger, Camille Saint-Saëns, Jacques Offenbach, Ferdinand Heinrich Thieriot, Hermann Schroeder, Ferruccio Busoni, Franz Biebl, Margarete Sorg-Rose und Ludger Stühlmeyer. Alfred Schnittke machte das Ave Maria zu einem Bestandteil seiner vierten Sinfonie (1984), die für Countertenor, Tenor, Kammerchor und Kammerorchester komponiert wurde.
Das 1825 von Franz Schubert komponierte Lied Ellens dritter Gesang (D 839, op. 52 Nr. 6) aus seinem Liederzyklus Das Fräulein vom See beginnt mit den Worten „Ave Maria“. Später entstanden, nicht von Schubert selbst, viele Bearbeitungen, in denen der ursprüngliche Liedtext durch das lateinische Ave-Maria-Gebet ersetzt wurde. Das Lied wird daher häufig auch als „Schuberts Ave Maria“ bezeichnet.

### Deutscher Text
In der evangelischen Kirchenmusiktradition spielt der deutsche Text, vor allem in der Bibelübersetzung Martin Luthers, eine Rolle. Ergänzend zu seiner Komposition mit lateinischem Text verwendete Heinrich Schütz jenen in Sei gegrüßet, Maria, du Holdselige (mit Streichern), zu finden in den Kleinen Geistlichen Konzerten II (1639) unter der Nummer SWV 333.
In der Kirchenmusik der römisch-katholischen Kirche nach dem Zweiten Vatikanischen Konzil spielte das Ave Maria in deutscher Sprache ebenfalls zunehmend eine Rolle.

### Andere Interpretationen

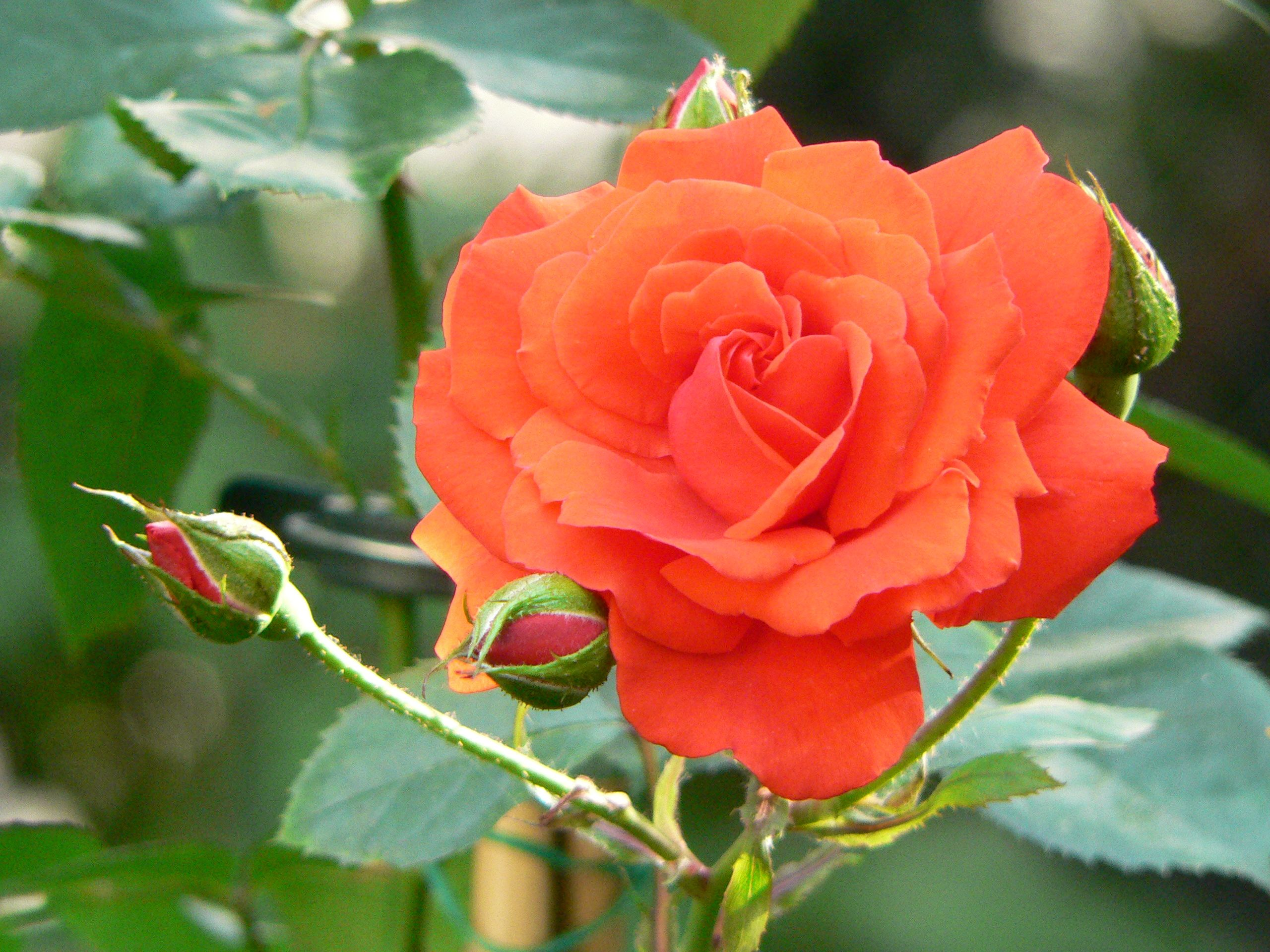
Rose „Ave Maria“ (1981, Kordes)

Andere Komponisten, wie zum Beispiel Giuseppe Verdi oder Richard Wagner, komponierten Musik unter der Verwendung des Titels Ave Maria, jedoch verwendeten sie völlig andere Texte. Ein populäres Ave Maria dieser Art hat der Schriftsteller Karl May geschrieben und vertont (in Ernste Klänge, 1898). Dieses romantische Werk wird heute von zahlreichen Chören gesungen. Mays Text verwendete auch Max Welcker für eine eigene Vertonung. Neben der Fassung mit lateinischem Text ist Bizets „Ave Maria“ (WD 134) ebenfalls als Vertonung der französischen Umdichtung Charles Grandmougins geläufig.
Eine irrtümlich dem Barockkomponisten Giulio Caccini zugeschriebene Komposition, in der, bis auf die Worte „Ave Maria“ und „Amen“, auf Text verzichtet wird, stammt von dem russischen Gitarristen und Komponisten Wladimir Wawilow. Sie wurde seit ihrer Veröffentlichung von verschiedenen Sängern interpretiert. Die Band E Nomine hat für das Album Das Testament (1999) ein Stück elektronischer Musik zum Ave Maria aufgenommen.

## Bildende Kunst
Hortense von Gelmini schuf einen 7-teiligen Gemäldezyklus zum Ave Maria.

## Zeitmaß
In der Frühen Neuzeit war vor der allgemeinen Verbreitung von Taschenuhren das Ave Maria ein übliches Zeitmaß. So wurde etwa die Dauer eines Erdbebens im Jahre 1755 mit der Länge eines Ave Maria verglichen:

„In der Nacht vom St. Stephans-Tage, d. i. vom 26. auf den 27.December, folgte eine zweite heftigere Erschütterung mit einem großen Geräusche, so daß Thüren und Fenster zitterten. Sie dauerte ungefähr ein Ave Maria lang, und wurde besonders heftig in der Eifel, der Gegend von Montjoie, Niedeggen und Eschweiler wahrgenommen.“